# Carl Ferdinand von Stumm-Halberg

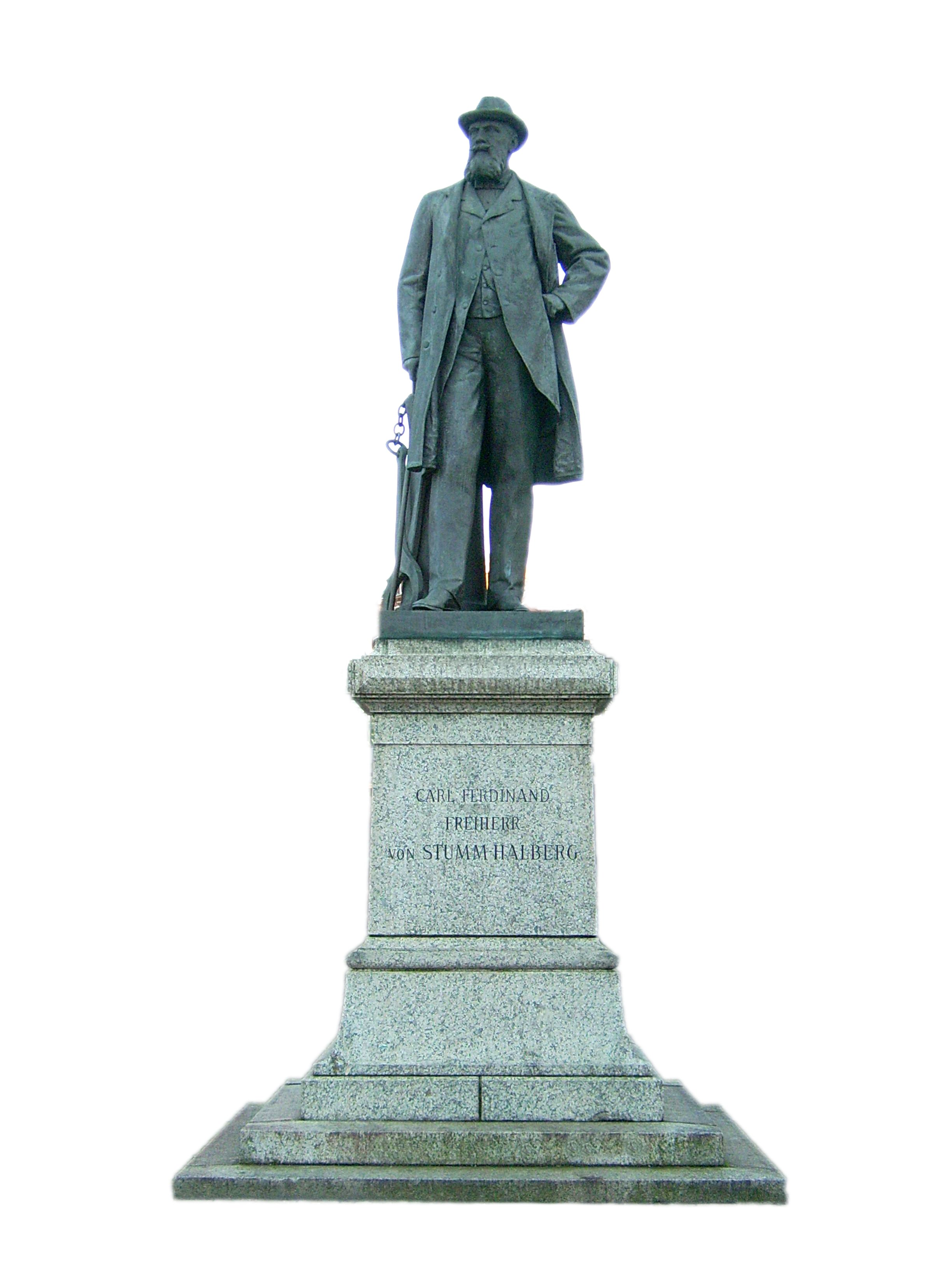
Carl Ferdinand von Stumm-Halberg, staty i Neunkirchen (Saar)

Carl Ferdinand von Stumm-Halberg, född 30 mars 1836 i Saarbrücken, död 8 mars 1901 på slottet Halberg, var en tysk friherre, industriman och politiker.
Stumm-Halberg blev 1858 chef för firman "Gebrüder Stumm" (grundad av Johann Nikolaus Stumm-Halberg, född 1629, död 1742), vars järnverk i Neunkirchen (Saar), med järnmalmsgruvor i Lothringen, Luxemburg och vid Lahn och järnverk i Dillingen, han ledde med stor framgång. Han var 1867-70 ledamot av preussiska deputeradekammaren och tillhörde tyska riksdagen 1867-81 och från 1889. Sedan 1882 var han ledamot av herrehuset. 
Stumm-Halberg var en av stiftarna av Tyska rikspartiet och verkade egentligen som socialpolitiker och målsman för tullskyddssträvandena i Tyskland. Han inkallades 1890 i preussiska statsrådet och utövade där stort inflytande ("Kung Stumm") särskilt vid utarbetandet av lagförslagen om arbetarskydd. Som en av Tysklands rikaste män och störste arbetsgivare (hans järnverk sysselsatte omkring 4 300 arbetare) upprättade han ett stort antal välgörenhetsinrättningar, skolor och liknande på sina verk samt stadgade åtta timmars arbetsdag för de yngre arbetarna. Trots detta var han mycket konservativ och bekämpade utan rast socialismen, fackföreningsväsendet och liknande rörelser samt yrkade på, att arbetsgivare och arbetare skulle direkt uppgöra med varandra. År 1888 erhöll han friherrlig värdighet. Hans tal utgavs i tolv band (1906-07).